# Instituto Federal Farroupilha
O Instituto Federal de Educação, Ciência e Tecnologia Farroupilha (IFFar) é uma instituição educacional pública federal criada, de acordo com a Lei nº 11.892 de 2008, mediante integração do Centro Federal de Educação Tecnológica de São Vicente do Sul e da Escola Agrotécnica Federal de Alegrete. A instituição integra, juntamente com o Instituto Federal do Rio Grande do Sul, a rede de educação pública federal gaúcha e foca especialmente no oeste do Rio Grande do Sul. Sua reitoria está instalada na Alameda Santiago do Chile, 195, Bairro Nossa Senhora das Dores, Santa Maria.

## História
O Instituto Federal de Educação, Ciência e Tecnologia Farroupilha, foi criado mediante a integração do Centro Federal de Educação Tecnológica de São Vicente do Sul e da Escola Agrotécnica Federal de Alegrete, com suas respectivas unidades de ensino, com fundamento na Lei nº 11.892, de 29 de dezembro de 2008.

## Campi
O Instituto Federal Farroupilha possui os seguintes domicílios:    
| Tipo                 | Cidade               | Fundação | Campus IFFar |
| -------------------- | -------------------- | -------- | ------------ |
| Reitoria             | Santa Maria          | 2008     | 2008         |
| Campus               | Alegrete             | 1954     | 2008         |
| Campus               | Frederico Westphalen | 1957     | 2015         |
| Campus               | Jaguari              | 1954     | 2013         |
| Campus               | Júlio de Castilhos   | 1960     | 2008         |
| Campus               | Panambi              | 2008     | 2010         |
| Campus               | Santa Rosa           | 2008     | 2010         |
| Campus               | Santo Ângelo         | 2012     | 2014         |
| Campus               | Santo Augusto        | 2005     | 2008         |
| Campus               | São Borja            | 2010     | 2010         |
| Campus               | São Vicente do Sul   | 1954     | 2008         |
| Campus Avançado      | Uruguaiana           | 2013     | 2013         |
| Centro de Referência | Carazinho            |          | 2014         |
| Centro de Referência | Santiago             |          | 2014         |
| Centro de Referência | São Gabriel          |          | 2014         |
| Centro de Referência | Quaraí               |          | 2014         |
| Centro de Referência | Não-Me-Toque         |          | 2014         |
| Centro de Referência | Três Passos          |          | 2015         |
| Centro de Referência | Candelária           |          | 2015         |
| Centro de Referência | Rosário do Sul       |          | 2015         |